# Albus Dumbledore
Vous lisez un « bon article » labellisé en 2018.
Albus Dumbledore est un personnage fictif créé par la romancière britannique J. K. Rowling. Il apparaît dans la série romanesque Harry Potter (et son adaptation au cinéma) et dans la série de films Les Animaux fantastiques, deux histoires issues du monde des sorciers.
Principalement connu pour être le directeur de l'école de sorcellerie Poudlard dans les six premiers romans Harry Potter, Dumbledore devient un guide pour le héros éponyme, incarnant et professant les valeurs du courage, de l'amour et de la justice. Il a été séduit par le pouvoir des reliques de la Mort durant sa jeunesse et en a subi des conséquences tragiques. Son expérience et son intelligence l'ont amené par la suite à anticiper et contrer les impulsions les plus sombres de la société magique. Il s'est notamment rendu célèbre dans l'histoire de la sorcellerie pour avoir vaincu en duel le mage noir Gellert Grindelwald en 1945, et devient plusieurs décennies plus tard le seul sorcier craint par Lord Voldemort. Après avoir dirigé Poudlard durant près de quarante ans, il se condamne dans Harry Potter et le Prince de sang-mêlé en manipulant la bague de Gaunt transformée en horcruxe. Il charge Severus Rogue d'abréger sa vie, permettant ainsi à ce dernier de demeurer crédible aux yeux de Voldemort et d'aider discrètement Harry Potter, selon ses plans, jusqu'à la victoire finale du garçon contre le mage noir.
Dumbledore est souvent rapproché des vieux sorciers célèbres de la littérature et notamment du personnage de Merlin l'enchanteur. Les fondements de sa philosophie, son influence, son ancienne fascination pour le pouvoir, ainsi que la nature de sa relation avec Gellert Grindelwald sont les objets de nombreuses analyses et font de Dumbledore l'un des personnages les plus iconiques et nuancés de l’œuvre de J. K. Rowling.
Dans les films Harry Potter (2001-2011), Albus Dumbledore est interprété par Richard Harris dans les deux premiers films, puis, après la mort de Harris en 2002, par Michael Gambon. Dans la série Les Animaux fantastiques, dont l'histoire se situe antérieurement, le personnage plus jeune est interprété par Jude Law et apparaît à partir du deuxième film (2018).

## Caractéristiques

### Description
Dans Harry Potter, Albus Dumbledore est décrit comme étant un sorcier âgé, grand et mince, avec des cheveux argentés et une barbe qui lui descendent jusqu'à la taille. Il a un nez aquilin, long et tortueux,, ayant été cassé par son frère Abelforth. Ses yeux bleus sont étincelants, sondeurs et malicieux, derrière des lunettes en demi-lune,,. Il prétend avoir une cicatrice au-dessus de son genou gauche, représentant le plan précis du métro londonien.
Dumbledore est considéré comme le plus stimulant et le plus aimé des directeurs de Poudlard. Malgré son caractère parfois espiègle et farfelu, presque enfantin, il est présenté comme le plus sage et puissant sorcier de sa génération. Par ailleurs, il ne montre pas de fausse modestie, reconnaissant volontiers qu'il est un sorcier exceptionnellement talentueux et intelligent,,. Dans les situations tendues, Dumbledore conserve un ton calme et confiant, même lorsque ses interlocuteurs sont amenés à perdre patience. Il peut également se montrer sous un aspect plus menaçant, notamment en présence de l'ennemi : « Une fureur glacée animait chaque ride de son visage et une impression de puissance émanait de lui comme s'il avait été entouré d'un halo de chaleur brûlante ».
Dumbledore est particulièrement compétent en legilimancie et en métamorphose (il a enseigné cette dernière discipline avant de devenir directeur). Il possède par ailleurs la faculté de se rendre invisible et de détecter la présence de personnes invisibles en ayant recours si besoin à un puissant sortilège de Désillusion,. Le patronus de Dumbledore prend la forme d'un phénix — symbole récurrent dans la série — rappelant son compagnon Fumseck (Fawkes en version originale, en clin d’œil à Guy Fawkes).
Au cours de sa carrière, Dumbledore a reçu de nombreuses distinctions : il est notamment Docteur en Sorcellerie, enchanteur-en-chef, manitou suprême de la Confédération internationale des Mages et Sorciers et récipiendaire de l'Ordre de Merlin, 1re classe. En collaborant avec l'alchimiste Nicolas Flamel, il a découvert les douze propriétés du sang de dragon. Il est en mesure de communiquer en mermish (langue des créatures marines) et en gobelbabil (langue gobeline),, et peut comprendre le fourchelang (langue des serpents).

### Nom et étymologie

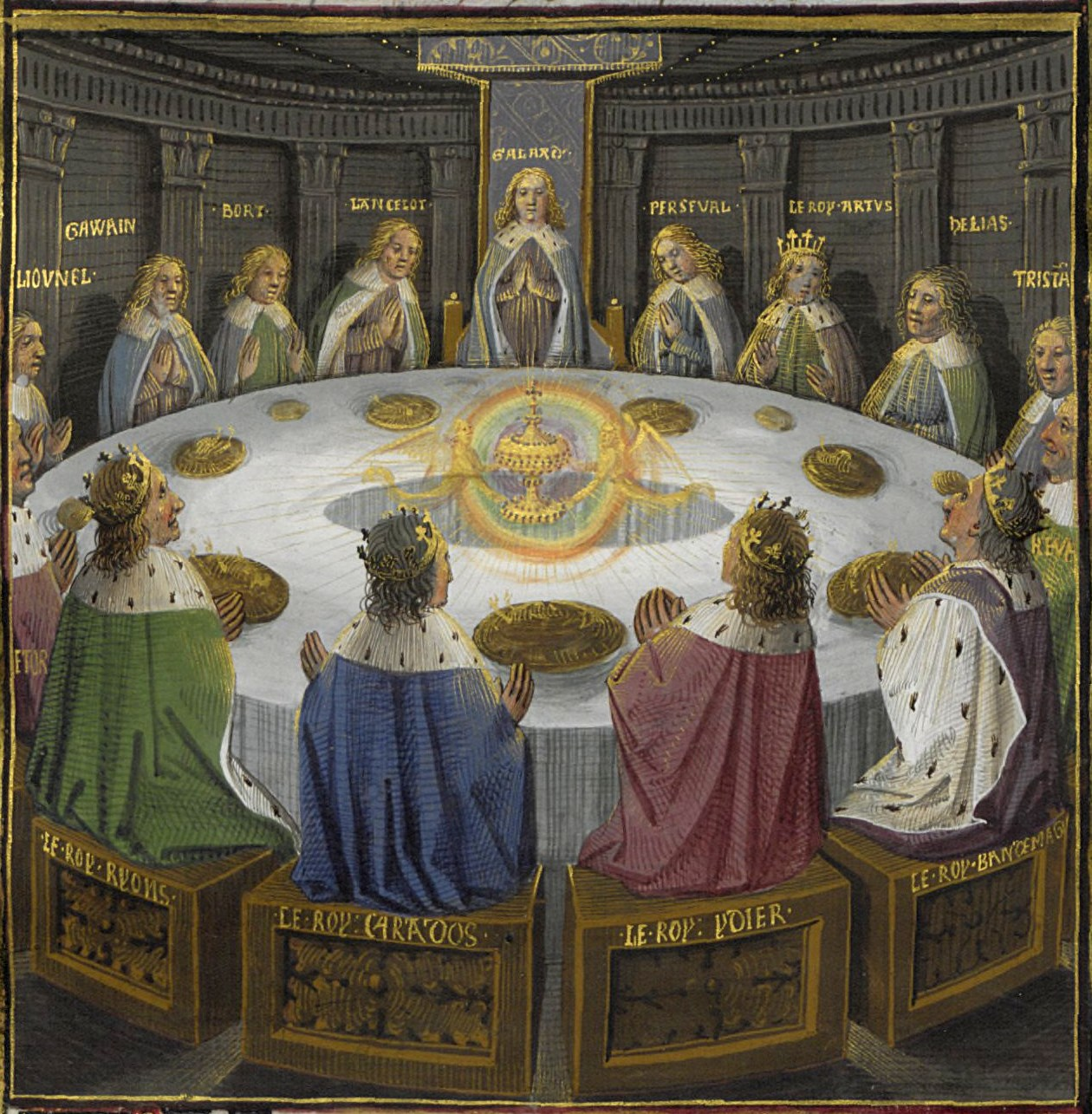
Le deuxième prénom de Dumbledore fait écho à celui de Perceval, chevalier de la légende arthurienne parti à la recherche du Saint Graal.

Dans le nom complet d'Albus Dumbledore (« Albus Percival Wulfric Brian Dumbledore » en anglais) se trouvent des significations profondément liées à la tradition britannique.
« Albus » vient de l'adjectif latin qui signifie « blanc », mais peut aussi venir d'Albion, un nom issu de la tradition arthurienne et du grec ancien pour désigner la Britannie,.
« Percival » (ou Perceval), est un nom associé au chevalier du roi Arthur qui rechercha le Saint Graal,. Selon une étude de Béatrice Groves, le troisième prénom, « Wulfric », pourrait être rapproché d'un célèbre prophète excentrique du XIIe siècle, Wulfric de Haselbury. Par ailleurs, plusieurs similitudes ont été établies entre la série Harry Potter et le poème britannique Beowulf,, et notamment la forte ressemblance entre le nom de l'ennemi de Dumbledore (Grindelwald) et celui de Beowulf (Grendel),,. Le site internet L'Encyclopédie Harry Potter relève la théorie d'un fan sur le lien possible entre « Wulfric » et « Beowulf », par leur racine jumelle wulf (« loup »),. « Wulfric », à l'instar de son dérivé plus moderne « Ulric », se compose également de « pouvoir, autorité » (rule ou ric),. Le quatrième prénom, « Brian », est le même que celui du légendaire roi irlandais Brian Boru, qui vainquit les Vikings lors de la bataille de Clontarf, près de Dublin. Il signifie également en celte « respect, puissance et noblesse ».
Quant à « Dumbledore », qui est un équivalent de bumblebee (« bourdon ») en ancien anglais, J. K. Rowling aurait choisi ce nom « bourdonnant » en lien avec le goût de Dumbledore pour la musique : « Je l’ai toujours imaginé se promener en fredonnant pour lui-même ». To dumb pouvait également signifier « établir le silence ». La version italienne de Harry Potter a d'ailleurs la particularité d'avoir traduit le nom du personnage selon ce sens (« Albus Silente »), ce qui, selon Rowling, « est en contradiction totale avec le personnage ».

### Arbre généalogique
|                              |                              |                              |                              |                              |                              |  |  | Perceval Dumbledore (18?? - v. 1891) | Perceval Dumbledore (18?? - v. 1891) | Perceval Dumbledore (18?? - v. 1891) | Perceval Dumbledore (18?? - v. 1891) | Perceval Dumbledore (18?? - v. 1891)                 | Perceval Dumbledore (18?? - v. 1891) |  |  | Kendra Dumbledore (18??-1899) | Kendra Dumbledore (18??-1899) | Kendra Dumbledore (18??-1899) | Kendra Dumbledore (18??-1899) | Kendra Dumbledore (18??-1899) | Kendra Dumbledore (18??-1899) |  |  | Honoria                          | Honoria                          | Honoria                          | Honoria                          | Honoria                          | Honoria                          |  |  |
|                              |                              |                              |                              |                              |                              |  |  | Perceval Dumbledore (18?? - v. 1891) | Perceval Dumbledore (18?? - v. 1891) | Perceval Dumbledore (18?? - v. 1891) | Perceval Dumbledore (18?? - v. 1891) | Perceval Dumbledore (18?? - v. 1891)                 | Perceval Dumbledore (18?? - v. 1891) |  |  | Kendra Dumbledore (18??-1899) | Kendra Dumbledore (18??-1899) | Kendra Dumbledore (18??-1899) | Kendra Dumbledore (18??-1899) | Kendra Dumbledore (18??-1899) | Kendra Dumbledore (18??-1899) |  |  | Honoria                          | Honoria                          | Honoria                          | Honoria                          | Honoria                          | Honoria                          |  |  |
|                              |                              |                              |                              |                              |                              |  |  |                                      |                                      |                                      |                                      |                                                      |                                      |  |  |                               |                               |                               |                               |                               |                               |  |  |                                  |                                  |                                  |                                  |                                  |                                  |  |  |
|                              |                              |                              |                              |                              |                              |  |  |                                      |                                      |                                      |                                      |                                                      |                                      |  |  |                               |                               |                               |                               |                               |                               |  |  |                                  |                                  |                                  |                                  |                                  |                                  |  |  |
| Albus Dumbledore (1881-1997) | Albus Dumbledore (1881-1997) | Albus Dumbledore (1881-1997) | Albus Dumbledore (1881-1997) | Albus Dumbledore (1881-1997) | Albus Dumbledore (1881-1997) |  |  | Abelforth Dumbledore (v. 1883)       | Abelforth Dumbledore (v. 1883)       | Abelforth Dumbledore (v. 1883)       | Abelforth Dumbledore (v. 1883)       | Abelforth Dumbledore (v. 1883)                       | Abelforth Dumbledore (v. 1883)       |  |  | ?                             | ?                             | ?                             | ?                             | ?                             | ?                             |  |  | Ariana Dumbledore (v. 1884-1899) | Ariana Dumbledore (v. 1884-1899) | Ariana Dumbledore (v. 1884-1899) | Ariana Dumbledore (v. 1884-1899) | Ariana Dumbledore (v. 1884-1899) | Ariana Dumbledore (v. 1884-1899) |  |  |
| Albus Dumbledore (1881-1997) | Albus Dumbledore (1881-1997) | Albus Dumbledore (1881-1997) | Albus Dumbledore (1881-1997) | Albus Dumbledore (1881-1997) | Albus Dumbledore (1881-1997) |  |  | Abelforth Dumbledore (v. 1883)       | Abelforth Dumbledore (v. 1883)       | Abelforth Dumbledore (v. 1883)       | Abelforth Dumbledore (v. 1883)       | Abelforth Dumbledore (v. 1883)                       | Abelforth Dumbledore (v. 1883)       |  |  | ?                             | ?                             | ?                             | ?                             | ?                             | ?                             |  |  | Ariana Dumbledore (v. 1884-1899) | Ariana Dumbledore (v. 1884-1899) | Ariana Dumbledore (v. 1884-1899) | Ariana Dumbledore (v. 1884-1899) | Ariana Dumbledore (v. 1884-1899) | Ariana Dumbledore (v. 1884-1899) |  |  |
|                              |                              |                              |                              |                              |                              |  |  |                                      |                                      |                                      |                                      |                                                      |                                      |  |  |                               |                               |                               |                               |                               |                               |  |  |                                  |                                  |                                  |                                  |                                  |                                  |  |  |
|                              |                              |                              |                              |                              |                              |  |  |                                      |                                      |                                      |                                      | Croyance Bellebosse né Aurelius Dumbledore (v. 1900) |                                      |  |  |                               |                               |                               |                               |                               |                               |  |  |                                  |                                  |                                  |                                  |                                  |                                  |  |  |

## Biographie fictive

### Jeunesse et ascension
J. K. Rowling indique qu'Albus Perceval Wulfric Brian Dumbledore est né durant l'été 1881,, de Perceval et Kendra Dumbledore. Il est le frère aîné d'Abelforth et Ariana. Dans le dernier tome de la série, Les Reliques de la Mort, le lecteur en apprend davantage sur le passé obscur de Dumbledore et sur la tragédie ayant touché sa famille.
Lorsque sa sœur Ariana a six ans, elle est attaquée par trois Moldus qui la surprennent à utiliser la magie dans leur petit village de Terre-en-Lande. Pour venger sa fille sujette dès lors aux crises d'angoisse, son père Perceval attaque les trois Moldus et est emprisonné à Azkaban, où il meurt un peu plus tard. Le reste de la famille déménage ensuite à Godric's Hollow. Albus entre à Poudlard en 1892, dans la maison Gryffondor, et devient un élève exceptionnellement doué. Après avoir été préfet, puis préfet-en-chef, Dumbledore termine brillamment ses études aux alentours de 1899 et projette alors de partir pour un tour du monde avec son ami Elphias Doge. Cependant, sa mère meurt accidentellement, vraisemblablement à la suite de l'une des crises d'Ariana. Albus, aîné de la famille, doit subvenir aux besoins de sa sœur et de son frère. Il considère cependant ce devoir comme un fardeau l'empêchant de poursuivre sur le chemin de la grandeur.
À Godric's Hollow, il rencontre Gellert Grindelwald, un jeune esprit talentueux, venu de l’étranger pour apercevoir le village et la tombe d'Ignotus Peverell,. Dumbledore considère Grindelwald comme un « égal » avec qui il sympathise rapidement. Plaçant son frère et sa sœur en retrait, il élabore avec son ami des plans pour établir un nouvel Ordre de la Sorcellerie. Dumbledore souhaite cependant éveiller Grindelwald sur l'importance de leurs responsabilités en tant que personnes acquérant le pouvoir de gouverner « pour le plus grand bien » les sorciers et Moldus, tandis que Grindelwald semble attiré par le contrôle absolu et la possibilité de créer une armée d'inferi,. Dumbledore perçoit la part de noirceur chez  Grindelwald, mais, fasciné par ce dernier, perd ses facultés de jugement et se laisse entraîner. Il voit une occasion de se libérer et de concrétiser son glorieux projet, et se met lui aussi en quête des reliques de la Mort susceptibles, une fois réunies, de lui apporter la toute-puissance et l'invincibilité. Deux mois plus tard, Abelforth tente de convaincre son frère d'abandonner ses plans pour s'occuper davantage d'Ariana, allant jusqu'à provoquer Grindelwald en duel, ce qui incite Albus à s'interposer. Ariana, présente sur les lieux, est atteinte par un sortilège perdu et meurt sur le coup. Bien que l'auteur du sort soit inconnu, Abelforth rend son frère responsable du drame et le frappe au visage lors de l’enterrement de sa sœur. Dumbledore, rongé par la culpabilité, abandonne ses projets de recherches sur les reliques de la Mort et rompt tout contact avec Grindelwald, qui prend la fuite. Dumbledore décide de se tourner vers une carrière lui permettant de transmettre son savoir aux jeunes sorciers. À Poudlard, il devient professeur de défense contre les forces du Mal, puis de métamorphose. En 1913,, il s'oppose fermement au renvoi de Norbert Dragonneau, un élève timide ayant endossé la responsabilité d'un incident survenu à l'école, et provoqué en réalité par l'une de ses amies.
Dans Les Crimes de Grindelwald situé en 1927, Dumbledore est sollicité par les autorités afin de retrouver et neutraliser Grindelwald, évadé de prison après avoir été ralenti dans ses sombres projets par Dragonneau. Dumbledore refuse d'intervenir lui-même, précisant qu'il en est incapable. La raison principale étant que lui-même et Grindelwald ont formé un pacte de sang au cours de leur adolescence, pacte que ce dernier conserve sur lui à l'intérieur d'une fiole, empêchant Dumbledore de l'atteindre selon leur serment magique. Néanmoins, Dumbledore conseille discrètement Dragonneau afin qu'il protège le jeune et fragile Croyance Bellebosse, recherché par Grindelwald,. Dragonneau ne parvient pas à convaincre Croyance, mais parvient à récupérer la fiole de Grindelwald contenant le pacte de sang. Il la remet à Dumbledore pour qu'il la détruise. Dans Les Secrets de Dumbledore, Dumbledore avoue à Grindelwald les sentiments amoureux qu'il éprouvait pour lui, justifiant ainsi selon lui ses anciennes erreurs de jugement. De son côté, Grindelwald lui confirme son projet de détruire le monde moldu, avec ou sans son aide. Un peu plus tard, Dumbledore rencontre Croyance à Berlin. Il aperçoit son phénix et comprend que le garçon et lui sont de la même famille — Croyance s'avère être le fils d'Abelforth. Lorsqu'il s'interpose avec son frère pour protéger Croyance au moment où Grindelwald tente de le tuer, les sortilèges des frères Dumbledore et de Grindelwald s'entrecroisent à nouveau. Leurs intentions étant différentes, et Grindelwald cherchant à tuer un Dumbledore, le pacte est ainsi détruit, à la surprise de tous. Dumbledore et Grindelwald s'affrontent avant que ce dernier ne prenne la fuite.
En 1938, Dumbledore rencontre Tom Elvis Jedusor, un enfant de onze ans aux capacités magiques surprenantes, et s'occupe des démarches pour qu'il soit scolarisé et suivi à Poudlard. Mais en 1943, Jedusor découvre le secret des horcruxes et tue une élève par le biais du monstre de la Chambre des secrets. Le garçon, habile et charismatique, parvient à convaincre le corps enseignant — à l'exception de Dumbledore — de la culpabilité de Rubeus Hagrid, et ne quitte Poudlard que deux ans plus tard, en 1945. La même année, Dumbledore remporte la victoire contre Grindelwald lors d'un duel qui entre dans la légende, s'appropriant à cette occasion la baguette de sureau (l'une des trois reliques de la Mort) que le mage noir avait réussi à récupérer. Grindelwald est emprisonné définitivement à Nurmengard.
Vers 1955, Dumbledore devient directeur de Poudlard et à cette occasion, s'oppose sans réserve à la candidature de Jedusor, qui souhaite devenir professeur de défense contre les forces du Mal. En parallèle, il nomme Minerva McGonagall, de qui il devient très proche d'esprit et d'idées, en tant que directrice adjointe et nouveau professeur de métamorphose. Lors de l'ascension de Jedusor (devenu « Lord Voldemort ») dans les années 1970 et l'ère de terreur qui l'accompagne, Poudlard devient le seul endroit sûr. Dumbledore incarne la résistance : il fonde à cet effet l'ordre du Phénix afin de contrer les agissements des « Mangemorts », et recrute plusieurs sorciers et sorcières fiables et compétents, dont McGonagall et d'anciens élèves de Poudlard tels que Rubeus Hagrid, James Potter ou Lily Evans. Rejetant définitivement toute forme de pouvoir absolu, il refuse le poste de ministre de la Magie qui lui est proposé à plusieurs reprises. De par sa légende, Dumbledore est le seul sorcier que Jedusor respecte et considère comme son égal en tant qu'ennemi,,, voire le seul être humain qu'il craint véritablement.

### DansHarry Potter
En juin 1980, Dumbledore, qui recherche un nouveau professeur de divination, rencontre Sibylle Trelawney au pub de la Tête de Sanglier. Cette dernière lui révèle une prophétie selon laquelle un enfant né à la fin du mois de juillet de la même année, dont les parents ont déjà défié Voldemort, aura un pouvoir majeur sur celui-ci. Voldemort prend connaissance d'une partie de cette prophétie et décide de tuer Harry Potter, dont les parents sont membres de l’ordre du Phénix. Le 31 octobre 1981, journée racontée par le biais du chapitre premier de L'École des sorciers, James et Lily Potter sont assassinés par Voldemort. Ce dernier tente également de tuer leur fils, mais le sortilège se retourne contre lui, en le désintégrant. Dumbledore, conscient que le mage noir n'est pas définitivement vaincu et que le petit Harry Potter demeurera une cible, décide de le placer à regrets chez son oncle et sa tante moldus, l'éloignant ainsi temporairement de sa célébrité. Tant que Harry se trouve dans un endroit où vit une personne du même sang que sa mère (ici sa sœur, Pétunia Dursley), il ne peut être attaqué grâce à cette protection. Dumbledore reste à l'écart du garçon pendant les dix années suivantes et ne lui parle pour la première fois qu'après son entrée à Poudlard en 1991, lorsqu'il le retrouve devant l'étrange miroir du Riséd. Ils entretiennent par la suite une relation relativement complice, presque filiale.

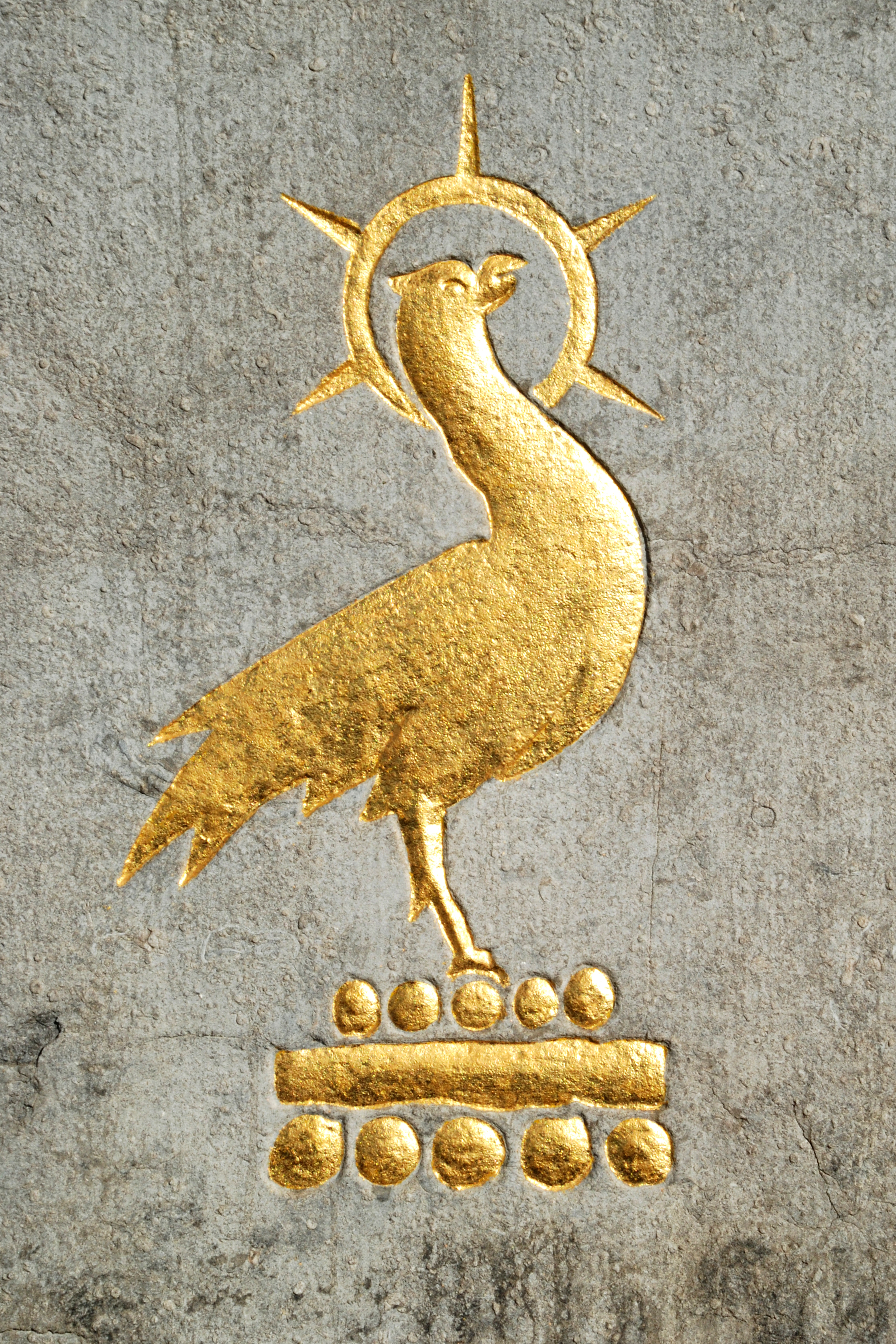
Le phénix occupe une place importante pour Dumbledore. C'est à la fois son compagnon (Fumseck), son patronus, et le symbole de l’Ordre qu'il fonde.

Dans L'École des sorciers, il est précisé que Dumbledore a travaillé en étroite collaboration avec Nicolas Flamel, l'alchimiste qui a créé la pierre philosophale. Craignant que Voldemort, quelle que soit sa forme, ne cherche à l'utiliser, Dumbledore décide de cacher la pierre à Poudlard et ensorcelle le miroir du Riséd afin que seule une personne désintéressée par le pouvoir de la pierre puisse l'acquérir par ce biais, comme le fera Harry Potter au cours du chapitre 17. Les années suivantes, Dumbledore « observe de loin » (selon ses propres termes) les agissements de Harry visant à sauver Ginny Weasley dans La Chambre des secrets ; son parrain Sirius Black dans Le Prisonnier d'Azkaban, ; ainsi qu'au cours du Tournoi des Trois Sorciers organisé à Poudlard dans La Coupe de feu. Cette année-là, Dumbledore charge son vieil ami Alastor Maugrey, devenu professeur de défense contre les forces du Mal, de veiller sur Harry durant le tournoi, le garçon ayant été sélectionné de manière suspecte pour participer à la compétition. Dumbledore ignore alors que le véritable Maugrey est détenu prisonnier par Barty Croupton Jr., un mangemort qui s'est approprié ses traits grâce à une potion de Polynectar afin d'attirer Harry jusqu'à Voldemort. Lorsque Dumbledore découvre la vérité, Voldemort a déjà repris forme humaine. Dumbledore refonde alors l'ordre du Phénix et entame une longue lutte afin de convaincre le ministère de la Magie de la véracité du retour de Voldemort. De son côté, Harry, aidé par d'autres étudiants, fonde un club illégal de défense contre les forces du Mal au sein même de l'école : l'Armée de Dumbledore. Lorsque Dolores Ombrage, engagée par le ministère, découvre l'existence de ce regroupement, Dumbledore, qui ignorait l'initiative, endosse la responsabilité de l'organisation afin de protéger ses élèves, et s'enfuit après avoir renversé d'un seul sortilège les Aurors, Ombrage et le ministre présents. Dumbledore est réhabilité dès lors que le retour de Voldemort est prouvé, c'est-à-dire au terme d'un duel fracassant l'opposant directement à Voldemort au sein même du ministère de la Magie, où plusieurs membres de l’Ordre sont venus prêter main-forte à Harry Potter et ses amis,.
Dans Le Prince de sang-mêlé, Dumbledore et Harry Potter ont plusieurs entretiens privés au cours desquels le directeur instruit le garçon sur le passé et les faiblesses de Voldemort, en lui montrant quelques-uns de ses propres souvenirs par le biais de la pensine,,,. Ensemble, ils confirment l'hypothèse de Dumbledore sur l'existence des horcruxes, après que Potter a récupéré le souvenir du professeur Slughorn qui avait enseigné par mégarde à Jedusor leur fonction et la manière de les créer lorsque celui-ci était encore étudiant. Dumbledore fait comprendre à Harry que détruire ces objets est la seule chance de détruire physiquement Voldemort, mais choisit de lui cacher le fait qu'il constitue lui-même un horcruxe involontaire de Voldemort depuis leur première confrontation. Dumbledore parvient à récupérer la bague des Gaunt, un horcruxe qui renferme également la pierre de résurrection (l'une des trois reliques de la Mort). Aveuglé par l'espoir de revoir Ariana et ses parents disparus, Dumbledore passe la bague à son doigt, ne tenant pas compte qu'un très puissant sortilège protège l'horcruxe. Severus Rogue intervient à temps pour bloquer le sortilège mais prévient Dumbledore qu'il s'est condamné. Dumbledore demande donc à Rogue, en tant que faveur, de mettre un terme à ses souffrances une fois le moment venu. Il lui confie également ses plans concernant Harry Potter et les clés de sa victoire contre Voldemort, en précisant que ce plan ne devra être révélé au garçon qu'au tout dernier moment. À la fin de l’année scolaire, des mangemorts pénètrent dans l'école tandis que Dumbledore et Harry reviennent de la grotte où Voldemort dissimulait le médaillon de Serpentard, un autre horcruxe qu'ils étaient partis chercher ensemble. Dumbledore est tué par Rogue devant les mangemorts, sans que l'accord entre les deux hommes ne soit connu des autres membres de l’Ordre (ni du lecteur ou du spectateur à ce moment-là de l'histoire). Minerva McGonagall, chargée de prendre la direction de l'établissement, gère les funérailles et, prise de court, évoque avec Harry, Hagrid et les directeurs de maisons la possibilité de fermer l'école.
Un hommage international est rendu à Dumbledore, qui est le seul directeur à avoir l’honneur d'être enterré dans l'enceinte même de Poudlard. De nombreux sorciers et créatures du monde magique viennent lui rendre hommage et Fumseck, son phénix, quitte définitivement les lieux au terme d'une lamentation. L'année suivante, Rogue, qui est élu directeur de Poudlard par Voldemort, exécute en secret les dernières directives de Dumbledore afin de guider Harry Potter, mais Voldemort décide finalement de le tuer, pensant ainsi s'approprier le pouvoir de la baguette de sureau. Harry, qui recherche Voldemort, est témoin de la scène. Juste avant de mourir, Rogue est approché par le garçon, à qui il confie ses souvenirs et le plan initial de Dumbledore consistant à le sacrifier,. Harry parvient à récupérer et à détruire les horcruxes restants avec l'aide de ses amis, puis, résigné, retrouve Voldemort et se laisse atteindre par son sortilège mortel afin de détruire l'horcruxe qui se trouve en lui,. Il échange avec Dumbledore dans les limbes, puis se réveille à Poudlard et affronte Voldemort pour la dernière fois. La baguette de sureau détenue par Voldemort refuse de lui obéir — Voldemort n'étant pas son propriétaire légitime — et le sort mortel se retourne contre son lanceur pour la seconde fois. Victorieux, Harry échange avec le portrait de peinture de Dumbledore exposé dans le bureau des directeurs, en lui précisant qu'il remettra la baguette de sureau dans sa tombe afin qu'elle demeure à l'abri de toute autre convoitise. Dans l'épilogue des Reliques de la Mort (dix-neuf ans plus tard), Harry Potter rend hommage à Dumbledore en donnant son prénom à son second fils qu'il nomme Albus Severus (Severus, également en hommage à Rogue),.

## Conception et évolution

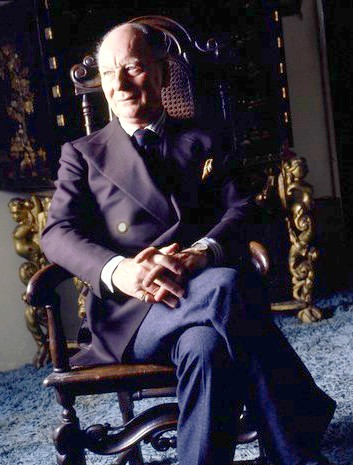
À l'origine, J. K. Rowling imaginait le personnage de Dumbledore comme ressemblant physiquement à l'acteur britannique John Gielgud.

Dumbledore apparaît dès le chapitre premier du roman Harry Potter à l'école des sorciers, publié en 1997. Il est rapidement dépeint comme un guide, voire comme une figure paternelle pour le héros orphelin et encore bébé, qu'il vient confier aux derniers membres vivants de sa famille.
Dans une interview en 1999, J. K. Rowling dit avoir imaginé le personnage comme ressemblant physiquement à l'acteur John Gielgud, en matière d'âge et de majesté. Il est de notoriété publique que son autre source d'inspiration « réelle » aurait été l'ancien directeur de son école primaire de Winterbourne, Alfred Dunn,,, portant les mêmes initiales que le personnage mais ressemblant plutôt physiquement au comédien Arthur Askey selon le biographe Sean Smith. Ce dernier précise également dans J. K. Rowling, la magicienne qui créa Harry Potter que l'une des véritables inspirations de l'écrivain pour Dumbledore aurait été son propre père, Peter Rowling. Dans un épisode d'Invitation au voyage sur Arte, la réalisatrice Kareen Perrin Debock met en lumière un historien écossais du XVIIe siècle, Sir Robert Gordon — surnommé le « mage de Gordonstoun » —, en tant qu'inspiration pour Dumbledore. De son côté, l'historien Robin Briggs, spécialiste des croyances populaires et de la sorcellerie en Europe depuis le XVIe siècle, pense que le véritable modèle pour Dumbledore est l'alchimiste John Dee, conseiller de la reine Élisabeth Ire.
Rowling se plait à créer un personnage qui sache représenter « la quintessence du bien » et sa propre vision du monde des sorciers dans lequel son héros évolue, puisque Dumbledore, considéré de prime abord comme un représentant typique du « vieux sage » traditionnel, sait « à peu près tout ce qu'il y a à savoir sur l'univers de Harry Potter ».
Dans les six premiers livres de Harry Potter, très peu d'informations sont divulguées au sujet de la famille de Dumbledore et son histoire personnelle, et le héros n'imagine pas que le sorcier « tout-puissant », qu'il considère comme son mentor, puisse afficher une quelconque faiblesse ou posséder une part d'ombre,. Les confessions finales de Dumbledore dans les limbes, ainsi que les articles de presse et sa biographie — Vie et mensonges d'Albus Dumbledore — rédigés par la journaliste Rita Skeeter, mettent en lumière aux yeux de Harry Potter et du lecteur l'attirance du personnage pour le pouvoir des reliques de la Mort, sa fascination pour le jeune Gellert Grindelwald (devenu mage noir) et son détachement de sa propre famille.
En octobre 2007, lors d'une lecture publique au Carnegie Hall de New York, J. K. Rowling déclare que le personnage de Dumbledore est gay, et qu'il était tombé amoureux de Grindelwald au cours de sa jeunesse, bien qu'elle n'en ait pas fait mention de manière explicite dans les romans, dont le dernier tome, Les Reliques de la Mort, est paru un peu plus tôt dans l'année. À cette occasion, certains fans et critiques viennent remettre en doute la canonicité de cette information complémentaire, tandis que d'autres décèlent l'impact qu'elle peut avoir sur la bonne compréhension de l'intrigue et la psychologie du personnage (voir § Débat sur l'homosexualité du personnage).
Lors d'une conversation filmée en 2011 avec Daniel Radcliffe (interprète de Harry Potter), Rowling précise que les dialogues de Dumbledore ont été les plus plaisants et les plus instinctifs à écrire, ce personnage exprimant en quelque sorte les paroles qu'elle-même avait parfois « besoin de dire et d'entendre ».
À partir de 2018, pour la série de films Les Animaux fantastiques dont J. K. Rowling est scénariste, celle-ci prévoit de détailler davantage la période de la « jeunesse » du personnage (entre ses 45 et 65 ans) à partir du deuxième volet de la saga, Les Crimes de Grindelwald. Pour cela, elle s'entretient avec son nouvel interprète Jude Law sur la meilleure manière de « reconstruire » le personnage, à une époque où Dumbledore est simple professeur à Poudlard. Les films explorent la période plus troublée de sa vie, ainsi que la complexité de sa relation avec Grindelwald. L'auteure, l'interprète et le réalisateur David Yates s'accordent sur le choix  de ne pas reproduire le Dumbledore que les fans de Harry Potter connaissent et aiment, mais de créer le personnage « qui deviendrait ce Dumbledore »,, (le « sage en attente », selon les termes de Rowling).

## Critique et analyse

### Rôle et psychologie du personnage

#### La politique libertarienne
L'écrivain Travis Prinzi met en évidence dans son livre Harry Potter and Imagination : The Waybetween Two Worlds que Dumbledore aurait pour but d'apporter un ordre politique libertarien à Poudlard et dans le monde magique. Dumbledore se méfie du pouvoir dont bénéficie le ministère, incite à la liberté individuelle, et son style de gestion — basé sur la non-intervention — correspondrait selon Prinzi aux croyances libertariennes. Dans Les Reliques de la Mort, Dumbledore précise que le pouvoir était sa « faiblesse » et sa « tentation » au cours de sa jeunesse avec Gellert Grindelwald et ajoute avoir plusieurs fois refusé le poste de ministre de la Magie, doutant de ses propres capacités à savoir gérer un tel pouvoir. En parallèle, Dumbledore se montre tolérant envers les groupes minoritaires ou impopulaires, démontrant une attitude libertarienne envers la liberté individuelle et l'égalité de chacun des membres de la communauté magique.
Dumbledore manifeste cependant, comme le souligne Prinzi, une volonté de laisser les gens placés sous son autorité « vivre et être libres » (ou choisir de le devenir ou non), sans établir de règles paternalistes. Ainsi, même s'il n'approuve pas l'humiliation dont certains élèves peuvent être les sujets dans l'enceinte même de l’école — qu'elle soit infligée par d'autres élèves, ou même par certains professeurs —, Dumbledore n'intervient pas pour les protéger. De la même manière, il fournit à Harry Potter les armes nécessaires pour vaincre Voldemort, mais la plupart du temps, n'intervient pas lui-même et demeure émotionnellement distant. Selon Prinzi, Dumbledore se doit de « limiter l'usage de son pouvoir oppressif […] et se retenir d'interférer avec les choix que font les autres », et notamment les choix de Harry. Dumbledore « prône la confiance en soi » (il se montre lui-même relativement orgueilleux,,) et perçoit, d'une manière générale, l'occasion de développer chez ses élèves « les compétences et la détermination personnelle nécessaires pour avancer dans un monde hostile ». Ainsi, dans Les Reliques de la Mort, il confie à Severus Rogue qu'« il était fondamental de permettre [à Harry] d'éprouver sa force ».

#### La place du pouvoir et du choix
Selon J. K. Rowling, « bien que Dumbledore semble être un personnage bienveillant au cours des six premiers livres, c'est une figure machiavélique, qui tire beaucoup de ficelles ». Pour Romain Brethes du magazine Le Point, Dumbledore — même s'il utilise cette capacité pour préserver la paix du monde magique — est un fin calculateur : pour atteindre ses objectifs, il élabore des stratégies et des ruses qui tiennent compte des ressorts des hommes, et le succès de ses entreprises dépend en grande partie de « sa compréhension de l'âme humaine ».

Symbole des reliques de la Mort dessiné par Dumbledore dans l'exemplaire des Contes de Beedle le barde qu'il lègue à Hermione Granger.

L'expérience et la sagesse de Dumbledore l'ont finalement amené à penser que ceux qui méritaient le plus le pouvoir étaient précisément « ceux qui le recherchaient le moins ». Les professeurs de science politique David Lay Williams et Alan J. Kellner font le lien entre la philosophie de Rowling (à travers Dumbledore) et celle de Platon dans La République, en matière de jugement sur l'aptitude ou l'inaptitude à gouverner. Selon eux, ce qui forge l'admiration du lecteur pour Dumbledore est « sa connaissance de lui-même » et par extension, de ses propres faiblesses. Le personnage est amené à résister du mieux possible à la tentation du pouvoir pour privilégier la justice, le courage et la sagesse, bien que ce combat intérieur soit présent tout au long de la série, sans que le lecteur s'en aperçoive au cours de sa lecture (Dumbledore s'arrange pour posséder ou emprunter successivement les trois reliques et ne résiste pas à la tentation, dans Le Prince de sang-mêlé, d'utiliser l'une d'entre elles au péril de sa vie). En parallèle, l'enchantement de Dumbledore, permettant à la pierre philosophale de n'être trouvée que par quelqu'un qui n'a pas l'intention de l’utiliser, dévoile au lecteur que le héros n'a aucun désir égoïste et éprouve pour sa part un désintéressement total face au pouvoir, :

« Malgré toutes les tentations que tu as endurées, malgré toutes tes souffrances, tu as gardé un cœur pur, aussi pur que lorsque tu avais onze ans et que tu contemplais un miroir qui reflétait tes désirs les plus profonds […]. Harry, sais-tu combien sont rares les sorciers capables de voir ce que tu as vu dans ce miroir ? »

— Dumbledore, Harry Potter et le Prince de sang-mêlé, chapitre 23.
Le professeur et philosophe Gregory Bassham met en évidence dans Harry Potter, Mythologie et univers secrets le fait que Harry Potter est un récit initiatique personnel de son héros depuis les « apparences » jusqu'à la « réalité ». L'élève de Dumbledore est amené « à lutter à plusieurs reprises avec son sens de l’identité », notamment dans La Chambre des secrets alors qu'il se découvre des caractéristiques en commun avec Voldemort et qu'il s'en inquiète. Dumbledore, qui a lui-même été amené à faire des choix malheureux durant sa jeunesse, le rassure en insistant sur le fait que ses choix d'actions (dans un contexte d'alternatives présumées) apportent beaucoup plus d'informations sur sa personnalité que ses aptitudes,. En l’occurrence, selon Bassham, les choix de Harry se sont avérés « extrêmement révélateurs de son caractère ». Le philosophe et spécialiste de la série, Tom Morris, affirme que la réponse de Dumbledore est « l'une des idées philosophiques les plus importantes dans les livres Harry Potter ». Pour Bassham, Dumbledore fait écho à l'analyse d'Aristote selon laquelle les choix « sont un caractère permettant, mieux que les actes, de porter un jugement sur la valeur morale ».

#### «La plus puissante des magies»
Les sentiments d'amour, ou du moins de fascination (tels que décrits dans le septième livre) que Dumbledore éprouvait pour Grindelwald l'ont aveuglé sur sa véritable nature (« Savais-je, au fond de mon cœur, qui était Gellert Grindelwald ? Je pense que oui, mais j'ai fermé les yeux »). C'est lorsque survient la mort tragique d'un autre être aimé — celle de sa sœur Ariana en 1899 — que Dumbledore prend conscience du véritable visage de Grindelwald et décide de se détacher. J. K. Rowling explique la psychologie de Dumbledore ainsi : « Il a complètement perdu son sens moral quand il est tombé amoureux et est devenu par la suite très méfiant vis-à-vis de ses propres jugements en la matière, menant le célibat et se plongeant dans ses livres ».
Dans l'histoire des Animaux fantastiques, située dans les années 1920-1940, le personnage est en proie à une lutte intérieure. Selon son interprète Jude Law, Dumbledore décide, à ce stade de sa vie, de s'endurcir. Il fait néanmoins démonstration d'entrain et d'espièglerie, trouvant une forme de réconfort dans l'enseignement et dans l'interaction avec ses élèves,. Selon Jude Law, Dumbledore fait preuve à 45 ans d'une grande chaleur de cœur et d'esprit, et d'une bonté « qui semble née de l'expérience et du chagrin d'un homme qui a traversé beaucoup d'épreuves »,. 
Dans Harry Potter, Dumbledore, alors plus âgé et « accompli », tente de faire en sorte que ses émotions et ses craintes ne dictent plus sa conduite,. Sa méfiance vis-à-vis de ses sentiments peut également expliquer la proportion de distance qu'il cherche à maintenir entre lui-même et le héros orphelin tout au long de la série,. À la fin de L'Ordre du Phénix, alors que Dumbledore retient Harry Potter dans son bureau pour discuter de la mort de son parrain et de la prophétie, il s'excuse auprès du garçon pour sa distance, et la justifie par le fait que son attachement et sa responsabilité vis-à-vis de lui sont devenus des obstacles au bon déroulement de sa stratégie contre Voldemort, :

« […] Je me souciais davantage de ton bonheur que de t'apprendre la vérité, davantage de ta tranquillité d'esprit que de mon plan, davantage de ta vie que des autres vies qui seraient peut-être perdues si ce plan échouait. En d'autres termes, j'ai agi exactement comme Voldemort s'attend à ce que nous agissions, nous, les imbéciles qui éprouvons des sentiments d'amour. »

— Dumbledore, Harry Potter et l'Ordre du Phénix, chapitre 37.
Jean-Claude Milner, auteur de Harry Potter. À l'école des sciences morales et politiques, précise que le « plan » de Dumbledore reposait exclusivement sur Severus Rogue et sur Harry Potter, non pas pour leurs capacités en matière de magie, mais pour une force qu'ils possédaient en commun et qui lui apparaissait essentielle : l'amour de Rogue pour Lily Potter, et la personnalité de Harry Potter bâtie sur l’amour que lui portaient ses parents. Pour le philosophe Tsolag Paloyan, « Dumbledore est régi par une morale conséquentialiste. […] Il est prêt à sacrifier Harry pour un but plus grand, pour une vision du monde qui dépasse la vie humaine. Alors que les motivations de Rogue, elles, sont intimes et émotionnelles ». Ce dernier se montre d'ailleurs choqué lorsque Dumbledore lui avoue finalement son plan, consistant à sacrifier Harry Potter pour vaincre Voldemort. Selon Milner, Dumbledore maîtrise le discours et use de mots choisis pour convaincre ces deux personnages de suivre son idée, en fonction de ce qui anime le plus favorablement l'un et l'autre. Sigrun Strunk ajoute, dans Le monde magique de J. K. Rowling : Interprétation des romans, que Dumbledore cache sa propre souffrance sous le sarcasme (« Ne soyez pas choqué, Severus. Combien d'hommes et de femmes avez-vous vus mourir ? »), tout en mettant en valeur la réaction de Rogue et en ayant des difficultés à l'informer de sa décision (il n'y parvient qu'en fermant les yeux,). À partir de cet instant, le « vieil homme sage » perd aux yeux du lecteur son aspect stéréotypé pour adopter un profil à la fois plus humain et plus terrifiant. Ses décisions ne sont plus justifiées par son rôle premier, mais par son histoire personnelle.
Sigrun Strunk souligne le fait que l’amour dans la vie de Dumbledore n'a eu que des conséquences dramatiques. Mais même s'il s'agit de sa « grande tragédie » (comme l’appuie J. K. Rowling) et qu'il prend garde à maintenir l'amour à distance de sa propre vie, le personnage demeure paradoxalement un fervent défenseur de ce même sentiment chez les autres, et considère que l'amour est la plus puissante forme de magie qui puisse exister,. J. K. Rowling insiste d'ailleurs sur l'utilité des paroles de Dumbledore et l'influence qu'elles peuvent avoir sur la mentalité et le développement personnel du jeune Harry Potter : « […] Quand j'écris [par l'intermédiaire de Dumbledore] que Harry a été formidablement aimé au début de sa vie, c'est important. Cela lui aura assuré une protection dans le sens où son cerveau s'est développé différemment de celui de Voldemort, qui lui a été placé dans un orphelinat dès sa naissance ». Ainsi, Dumbledore est convaincu de la fiabilité de Rogue en raison de ses sentiments envers Lily Potter, et rappelle inlassablement au héros la puissance innée de sa propre capacité à aimer ses proches,, une capacité qui contribue finalement à le rendre plus puissant que Lord Voldemort,.

### Parallèles littéraires

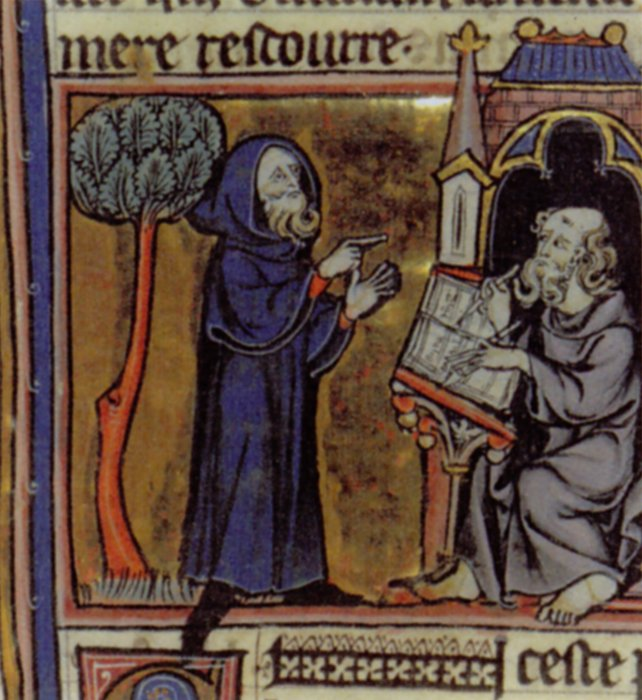
Merlin l'Enchanteur, enluminure d’un manuscrit français du XIIIe siècle.

Selon David Colbert, auteur du livre Les Mondes magiques de Harry Potter, Dumbledore est un sorcier s'inscrivant « dans la plus pure tradition de la légende ». Dans son essai, Sigrun Strunk ajoute que Dumbledore correspondrait à ce que Marie-Louise von Franz (auteure de L'interprétation des contes de fées) décrit comme un représentant typique du « vieux sage » des contes traditionnels : « un personnage bienveillant qui apparaît quand le héros en difficultés a besoin d'aide et de conseils. Il symbolise la concentration de la puissance mentale et de la réflexion dirigée : plus important encore, il introduit une pensée spontanément objective ».
Ainsi, Dumbledore a été régulièrement rapproché de Merlin, de Gandalf, (Tolkien), de Panoramix (Astérix) ou même d'Obi-Wan Kenobi (Star Wars).
Pour l'écrivain Phyllis D. Morris, la similitude entre Dumbledore et le personnage de Merlin l'enchanteur dans L'Épée dans la pierre de T. H. White demeure sans doute la plus évidente, de par leur instinct de protection envers le jeune héros ou leur très forte ressemblance physique (longues barbes blanches et yeux bleus). Merlin est le mentor et guide du Roi Arthur tout comme l'est Dumbledore pour Harry. De nombreuses autres similitudes sont présentes entre les deux œuvres : dans L'Épée dans la pierre, le jeune Arthur Wart, orphelin et débraillé, rencontre le vieux Merlin — doué de métamorphose et relativement distrait — et le suit dans son château afin de recevoir son éducation. L'histoire de White met également en scène « l'un des duels les plus hallucinants de la littérature » entre Merlin et Madame Mim, où l'objectif est de se métamorphoser en un animal, un végétal ou un minéral capable de détruire l'adversaire à la suite de sa propre transformation. Merlin provoque la confusion de Mim par une succession de métamorphoses improbables et aussi rapides que sa pensée. Selon Colbert, ce duel pourrait s’apparenter à un duel d'Animagi chez Rowling.

### Débat sur l'homosexualité du personnage
Le 19 octobre 2007, soit postérieurement à la publication du dernier tome de la série Harry Potter, J. K. Rowling a fait une brève lecture publique de passages de ce livre au Carnegie Hall de New York. Elle a répondu à un jeune garçon lui demandant si Dumbledore était jamais tombé amoureux qu'elle avait toujours pensé que le personnage était gay et que ses sentiments pour Grindelwald l'avaient empêché de le juger objectivement.

« Pour dire la vérité, j'ai toujours pensé que Dumbledore était gay... Dumbledore est tombé amoureux de Grindelwald, et en a été horrifié quand Grindelwald s'est montré sous son vrai visage. Dans une certaine mesure, peut-on dire qu'il s'agit d'une excuse pour Dumbledore parce que tomber amoureux peut nous rendre aveugle ? Il a rencontré quelqu'un d'aussi brillant que lui et a été très attiré, puis horriblement, terriblement déçu par cet homme. Oui, c'est ainsi que j'ai toujours vu Dumbledore. »

— J. K. Rowling au Carnegie Hall en 2007.
À la suite d'une réaction immédiate et disproportionnée (5 500 messages en deux jours sur les sites de fans The Leaky Cauldron et MuggleNet, des articles de presse, des reportages télévisés et un éditorial dans le New York Times, notamment), certains critiques ont suggéré qu'il aurait pu s'agir d'un « coup de pub ». Une lectrice a réagi sur l'article de Newsweek en précisant qu'« exiger la propriété et le droit de définir ou redéfinir ces personnages comme elle les voit finalement est comme exiger un contrôle absolu sur l'expérience littéraire de ses lecteurs ». Mike Thomas, de l'Orlando Sentinel, a fait remarquer de son côté l'habileté avec laquelle Rowling a créé un personnage gay sans avoir à l'étiqueter ainsi. Lorsqu'une internaute a fait part à J. K. Rowling sur son compte Twitter de son incapacité à voir Dumbledore « comme tel », l'auteure a répondu : « Peut-être parce que les personnes homosexuelles ressemblent juste à... des personnes ? ».
Mark Harris, d'Entertainment Weekly, est d'avis que le choix de faire d'un enseignant-mentor aimé un homosexuel « dans un monde où les enseignants gays sont encore couramment accusés d'avoir une influence pernicieuse » était délibéré. Selon l'étude de la philosophe Tamar Gendler présentée dans Harry Potter, Mythologie et univers secrets, J. K. Rowling « attire ses lecteurs vers un acte de tolérance involontaire » en présentant Dumbledore comme un personnage « à qui les lecteurs peuvent s'identifier ». Elle les pousse à reconnaître que, comme les couples interraciaux de l'histoire pour lesquels « la tolérance est clairement la norme » puisqu'« on ne les mentionne même pas », l'orientation sexuelle de Dumbledore — ou d'un autre personnage — n'avait pas lieu d'être mentionnée explicitement dans les livres. Gendler ajoute que l'on pourrait argumenter contre l'affirmation que Dumbledore est gay en jouant sur le fait que l'information n'était pas indispensable pour la bonne compréhension de la série, « mais il semble clair [d'après la seconde moitié de la déclaration de Rowling au Carnegie Hall] que l'amour de Dumbledore pour Grindelwald a un impact important sur l'intrigue ».
Quelques années plus tard, lors d'une interview filmée en compagnie de Daniel Radcliffe, l'auteure revient sur cette révélation et sur les réactions qui en ont découlé :

« Cette information sur le personnage a été dite parce que quelqu'un a demandé : « Dumbledore a-t-il jamais été marié ? », ce qu'on ne m'avait jamais demandé auparavant. […] C'est un homme qui a un travail extrêmement difficile à effectuer, et savoir qu'il est homosexuel n'était pas pertinent. À quoi pensez-vous que l'homosexualité ressemble pour dire : « Pourquoi ne l'a-t-on pas deviné ? » […]. Je l'ai toujours vu comme quelqu'un de très seul. J'ai simplement laissé la question ouverte pour qu'un lecteur plus matérialiste puisse voir ce qu'il y avait dans cette relation [avec Grindelwald], et peut-être qu'un gamin de neuf ans trouvera tout simplement qu'il fait un ami merveilleux et digne de confiance. »

— J. K. Rowling en 2012.
Lorsque David Yates, réalisateur de la nouvelle série de films Les Animaux fantastiques, a déclaré en juin 2018 que l'homosexualité du personnage ne serait pas non plus abordée « de manière explicite » dans le second film (où Dumbledore apparaît pour la première fois depuis Harry Potter), de nombreux fans et militants LGBT s'en sont indignés,. Jude Law, qui interprète le personnage dans la série, répond que « votre sexualité ne vous définit pas nécessairement ; surtout que Dumbledore est un personnage aux multiples facettes ». Une opinion à laquelle vient s'opposer celle du journaliste Caspar Salmon (The Guardian), qui pense que « l'intérêt d'être en minorité est que vos caractéristiques vous décrivent ; toute votre identité est marquée par la différence ou l'opposition ». En 2019, dans un documentaire intitulé Distinctly Dumbledore (figurant parmi les bonus du film Les Crimes de Grindelwald), Rowling confirme la relation intense, voire charnelle, qui existait jadis entre Dumbledore et Grindelwald. Elle précise une nouvelle fois attacher moins d'intérêt à leur sexualité qu'au sens des émotions qu'ils ressentaient l'un pour l'autre,. Certains fans se montrent cependant agacés, considérant que de tels détails sur la vie de Dumbledore devraient être abordés davantage dans l'œuvre plutôt qu'en parallèle de celle-ci,.

## Adaptations au cinéma
Depuis 2001 et le début de l'adaptation du monde des sorciers au cinéma, Albus Dumbledore a été interprété, à différents âges, par quatre acteurs : 
- Richard Harris dans : 
  - Harry Potter à l'école des sorciers (2001),
  - Harry Potter et la Chambre des secrets (2002) ;
- Michael Gambon dans :
  - Harry Potter et le Prisonnier d'Azkaban (2004),
  - Harry Potter et la Coupe de feu (2005),
  - Harry Potter et l'Ordre du Phénix (2007),
  - Harry Potter et le Prince de sang-mêlé (2009),
  - Harry Potter et les Reliques de la Mort, partie 1 (2010),
  - Harry Potter et les Reliques de la Mort, partie 2 (2011) ;
- Jude Law dans :
  - Les Animaux fantastiques : Les Crimes de Grindelwald (2018) ;
  - Les Animaux fantastiques : Les Secrets de Dumbledore (2022) ;
- Toby Regbo, en caméo dans des scènes de souvenirs, dans :
  - Harry Potter et les Reliques de la Mort, partie 1 (2010),
  - Les Animaux fantastiques : Les Crimes de Grindelwald (2018).

Interprètes de Dumbledore au cinéma.

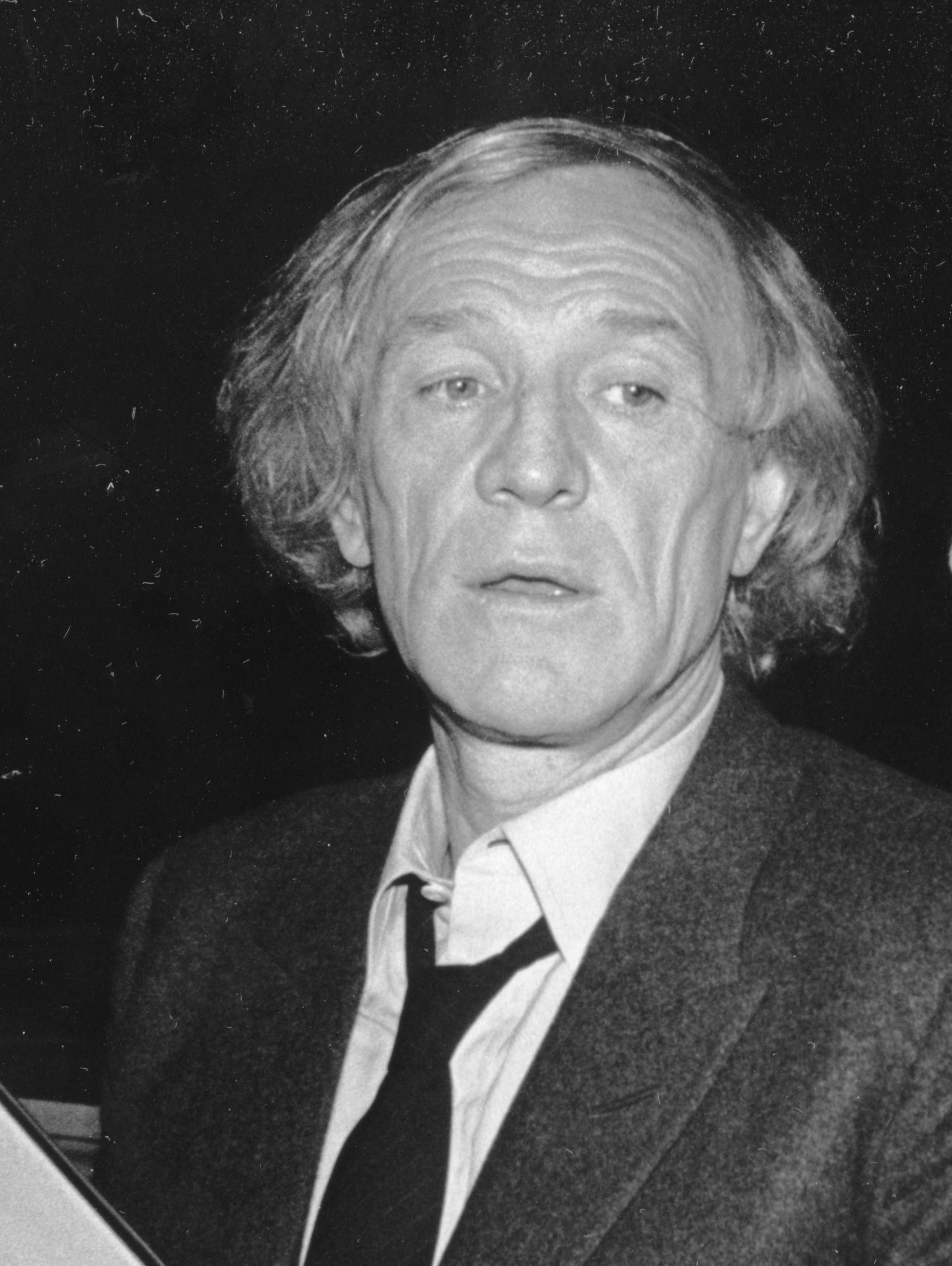
Richard Harris
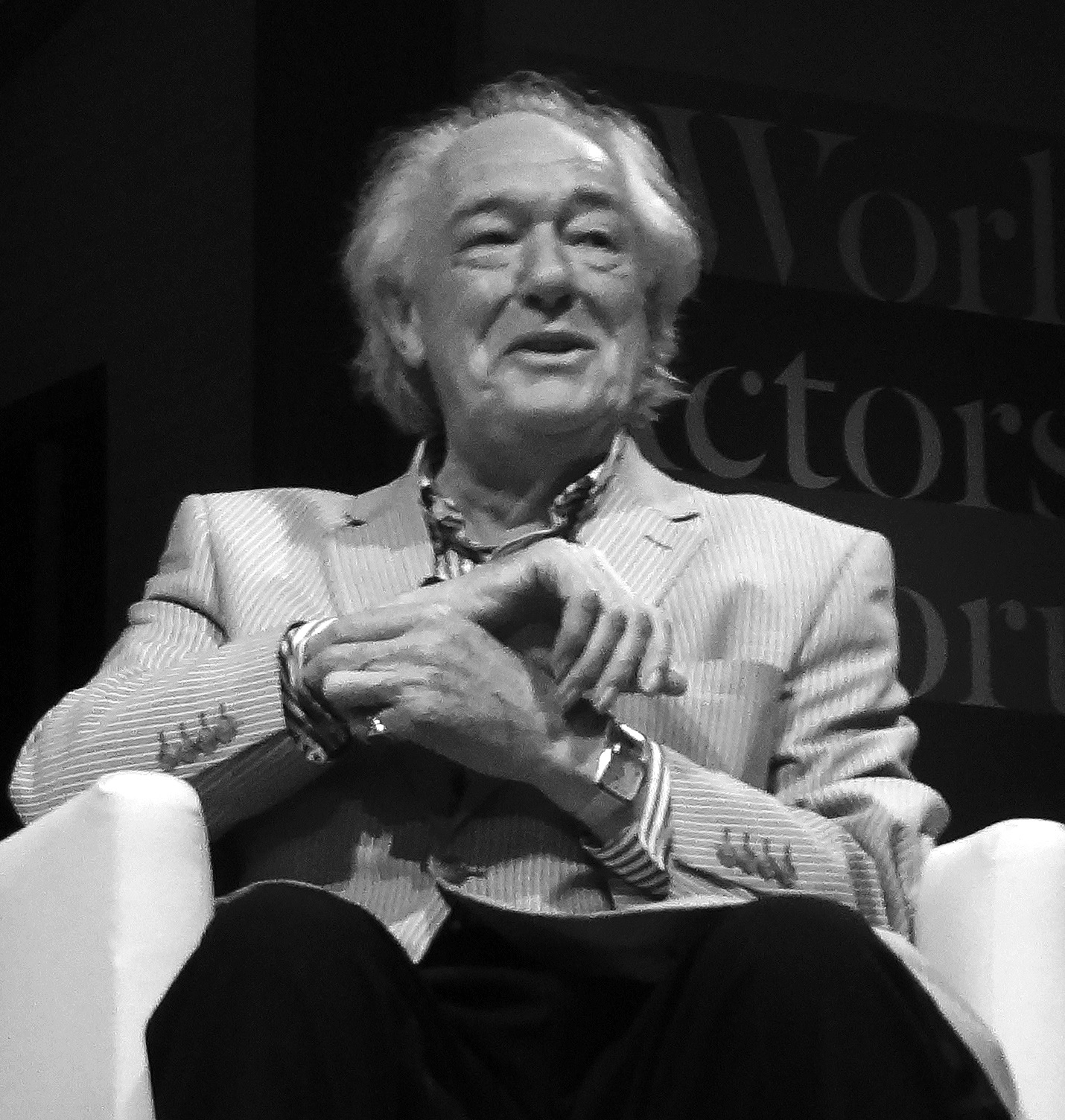
Michael Gambon
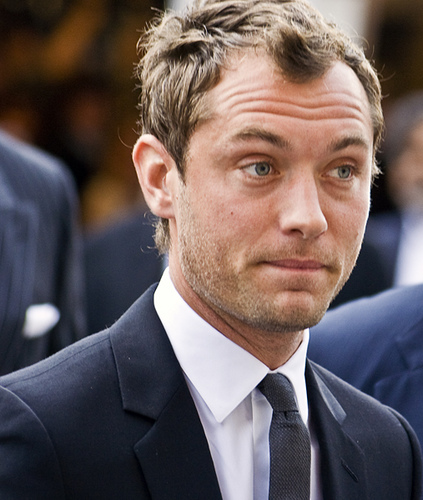
Jude Law
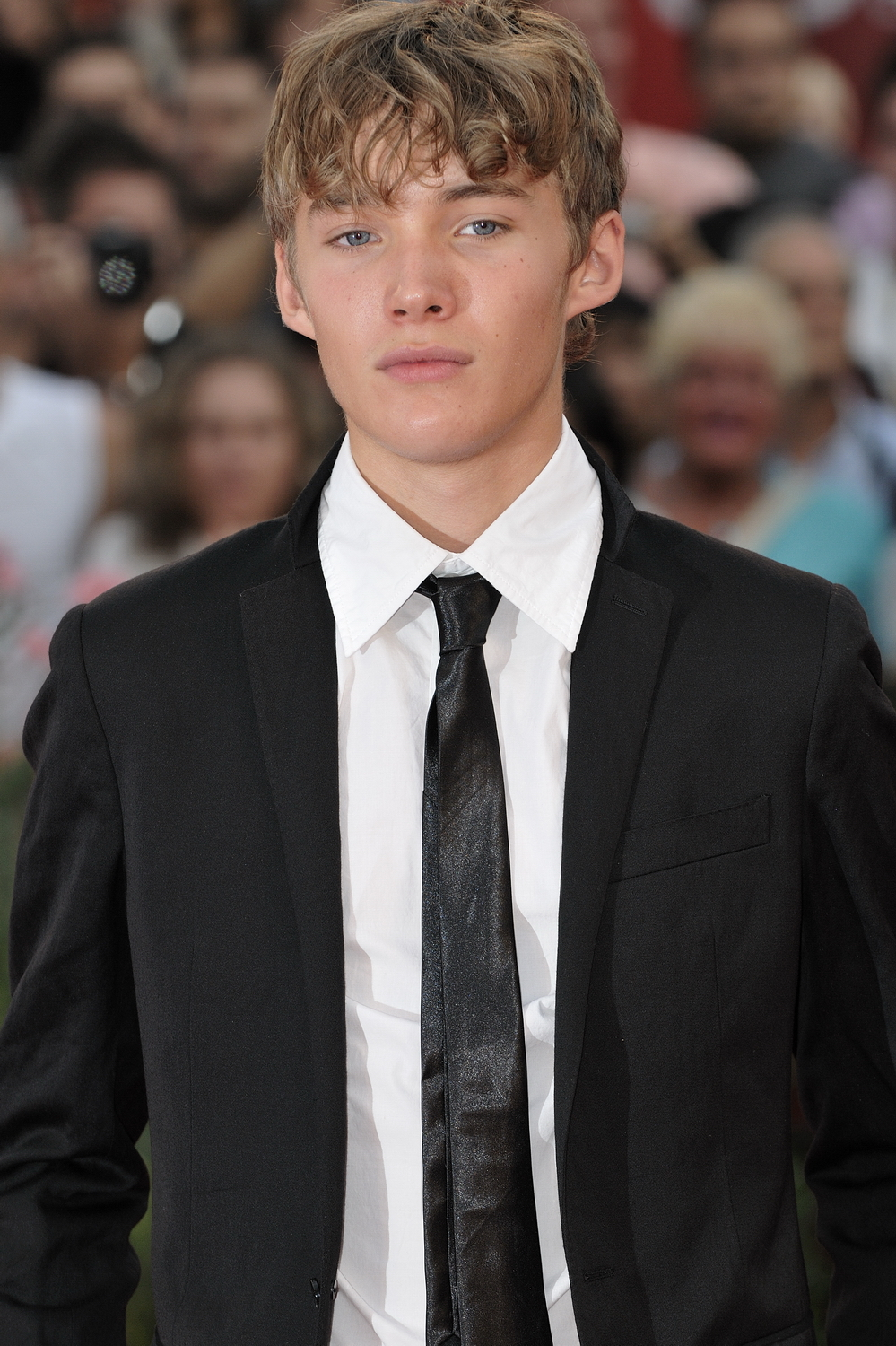
Toby Regbo

### Harry Potter(2001 - 2011)
Dans les films Harry Potter, le personnage d'Albus Dumbledore a d'abord été interprété par l'acteur irlandais Richard Harris, encouragé par sa petite-fille de onze ans.
Les deux premiers films, réalisés par l'Américain Chris Columbus, sont assez fidèles à J. K. Rowling dans la description de Dumbledore, qui apparaît pourvu d'une longue barbe blanche et vêtu de robes de sorciers plus ou moins colorées, de lunettes en demi-lune et d'un chapeau pointu. Richard Harris donne une interprétation particulièrement douce et paisible du personnage, accentuant son aspect bienveillant. Malgré le fait d'avoir été diagnostiqué avec le lymphome de Hodgkin, il demande à son filleul et producteur David Heyman, au tout début du tournage du Prisonnier d'Azkaban, de ne pas le remplacer. Cependant, Richard Harris meurt des suites de sa maladie en octobre 2002, ce qui contraint l'équipe à se mettre en quête d'un nouvel interprète.

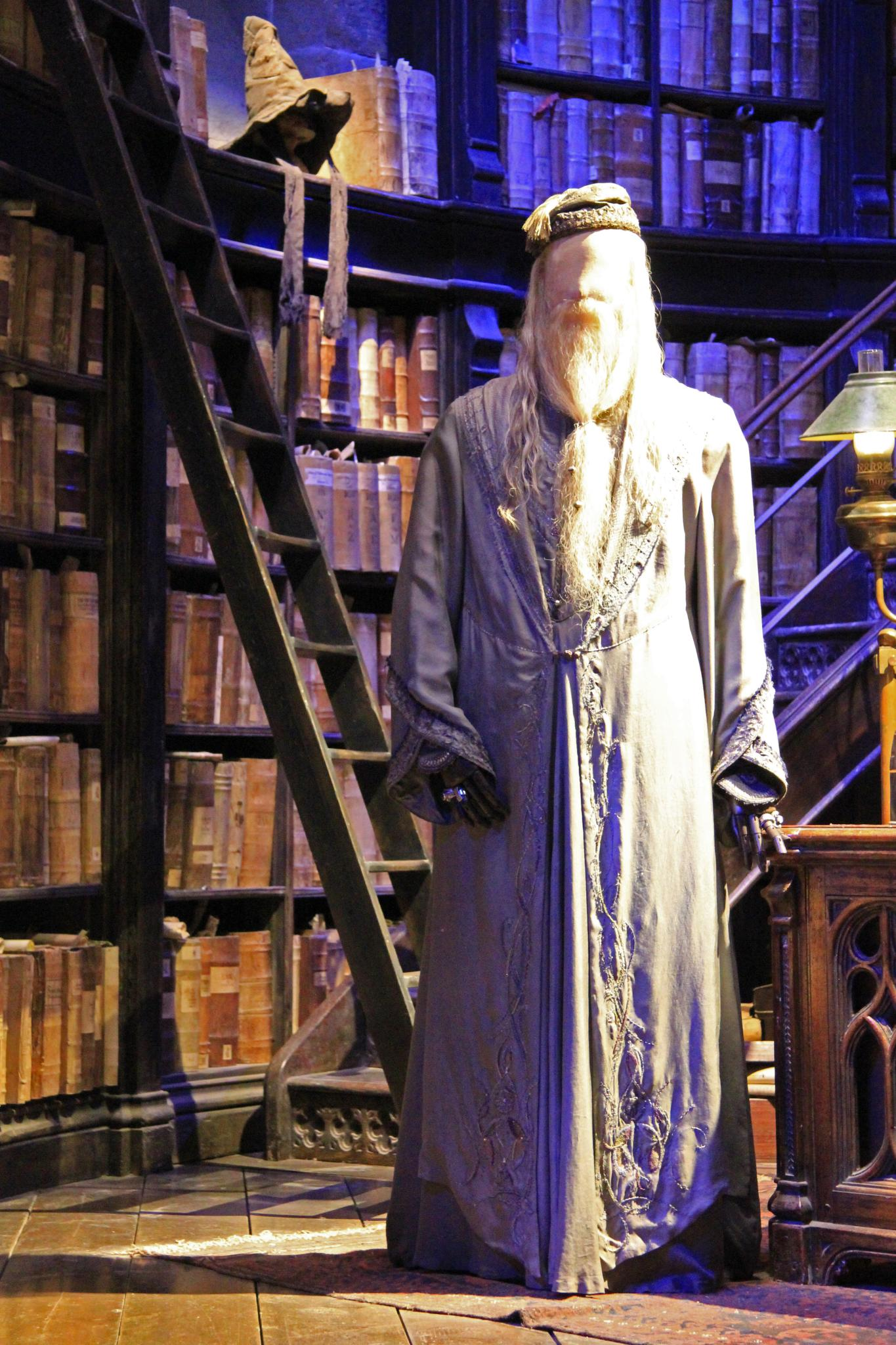
Costume de Michael Gambon (Dumbledore) dans la série de films Harry Potter.

Ian McKellen et Christopher Lee, qui interprétaient respectivement Gandalf et Saroumane dans Le Seigneur des anneaux de Peter Jackson, furent tous deux pressentis pour reprendre le rôle de Dumbledore,. La famille de Richard Harris avait exprimé quant à elle son souhait de voir Peter O'Toole reprendre le rôle. C'est Michael Gambon qui fut finalement choisi, quatre mois après le début du tournage du troisième film. Gambon a alors dépeint Dumbledore à sa manière, en lui donnant un léger accent irlandais et en insistant davantage sur le côté à la fois plus malicieux et plus nuancé du personnage. L'acteur a cependant été critiqué par la suite pour avoir livré une interprétation de Dumbledore jugée trop forte et agressive.
Dans Harry Potter et les Reliques de la Mort, partie 1, l'acteur Toby Regbo apparaît brièvement sur une photographie en tant que jeune Dumbledore,, aux côtés de Jamie Campbell Bower interprétant le jeune Grindelwald. Toby Regbo n'a pas été crédité.
Les films comprennent quelques différences fondamentales avec les livres et écartent les passages détaillant le passé de Dumbledore et son attirance pour le pouvoir. Dans Harry Potter et les Reliques de la Mort, partie 2, lorsque Harry Potter se retrouve dans les limbes (dans une gare de King's Cross immaculée), Dumbledore ne lui raconte rien sur l’histoire de sa famille, sa rencontre avec Gellert Grindelwald ou sa fascination pour les reliques de la Mort, détails qui constituent pourtant la majorité du chapitre King's Cross du dernier livre. De même, et de manière paradoxale, Abelforth Dumbledore n'éclaire pas le spectateur sur l'histoire de sa sœur Ariana, tout en mentionnant cette dernière et en accablant son défunt frère pour ce qu'il lui est arrivé. Le scénario du Prince de sang-mêlé prend d'autres libertés en montrant un intérêt marqué du personnage pour les relations amoureuses du héros (dans la scène du métro ou dans le bureau de Dumbledore), tandis que les livres mettent en évidence pour leur part le fait que Dumbledore s'emploie à demeurer émotionnellement détaché de Harry Potter.
Richard Harris et Michael Gambon sont tous les deux doublés en versions francophones par les comédiens Marc Cassot (versions françaises) et Hubert Fielden (versions québécoises),.

### Les Animaux fantastiques(depuis 2018)
À partir de 2016, David Yates (réalisateur des dernières adaptations de Harry Potter) est choisi pour réaliser une nouvelle série de films dérivés, Les Animaux fantastiques, dont les créatures présentes sont plus ou moins adaptées du livre-guide éponyme de J. K. Rowling publié en 2001. Sur ce projet, Rowling devient elle-même scénariste d'une histoire inédite, qu'elle écrit au fur et à mesure de la sortie des films et dont l’action se déroule entre 1926 et 1945, soit soixante-cinq ans avant celle de Harry Potter. Le personnage de Dumbledore est mentionné dans le premier film, et fait sa première apparition dans le second, intitulé Les Crimes de Grindelwald (2018), où il agit comme conseiller auprès de son ancien élève Norbert Dragonneau, afin de contrer Gellert Grindelwald.
Alors que les internautes et la presse pensaient que le personnage plus jeune serait interprété par Jared Harris (fils de Richard Harris) ou Ewan McGregor, la production des Animaux fantastiques a annoncé le 12 avril 2017 via le site Pottermore que l'acteur Jude Law était finalement choisi. David Yates approuve ce choix : « Je sais qu'il saura brillamment capturer les facettes inattendues d’Albus Dumbledore que J. K. Rowling va dévoiler à cette période très différente dans la vie du personnage ». Pour le producteur David Heyman, le choix de l’acteur s'imposait en raison de sa justesse et son charisme, essentiels pour incarner Dumbledore : « Il est espiègle, il a une étincelle dans l’œil et son alchimie avec Eddie [Redmayne] était palpable ». 
Lorsqu'il est choisi, l'acteur britannique est déjà familiarisé avec l'univers de Harry Potter et les précédentes interprétations du personnage. Il rencontre néanmoins J. K. Rowling peu de temps après le début du tournage afin d'obtenir une idée plus précise du parcours de Dumbledore, ainsi que de son état d'esprit et de ses sentiments au cours de l’époque décrite.
Toby Regbo, apparu précédemment en caméo dans Harry Potter et les Reliques de la Mort, partie 1 en tant que jeune Dumbledore, reprend ce rôle pour les scènes de souvenirs des Animaux fantastiques.
Dans cette série, Dumbledore ne porte pas de robes dans les tons pourpre telles qu’il en portait dans les films Harry Potter. La costumière Colleen Atwood explique le choix d'un costume « plus doux » et dans les tons gris, correspondant davantage à un homme plus accessible : « Il n’était pas encore ce sorcier de haut-rang à l’époque. C’est encore un jeune enseignant que tous les enfants adorent parce qu’il est plutôt cool, abordable et ouvert aux outsiders ainsi qu’aux individus pourvus de dons différents. Jude [Law] souhaitait donc l’humaniser un peu plus ».
Jude Law est doublé en versions francophones par les comédiens Alexis Victor (version française) et Maël Davan-Soulas (version québécoise),.